# 더 바디 (2012년 영화)
《더 바디》(스페인어: El cuerpo, 영어: The Body)는 2012년 공개된 스페인의 미스터리 스릴러 영화이다.
2018년 리메이크작인 대한민국 영화 《사라진 밤》이 개봉하였다.

## 줄거리
미모의 재력가 마이카를 아내로 둔 알렉스. 그는 자신에게 집착하는 아내에게서 벗어나 새로운 연인과 함께하기 위해 아내를 살해하기에 이른다. 완벽하게 살인을 실행하고, 모든 것이 마무리 된 그때, 시체 검시소에 있던 아내의 시체가 갑자기 사라져 버린다.
사건을 조사하는 수사관들이 알렉스의 알리바이를 의심하면서 사건은 예상치 못한 방향으로 전개된다. 궁지에 몰리게 된 알렉스는 자신에게 불리한 단서들을 없애던 중 아내가 살아있다는 증거를 하나둘 발견하게 되는데...
완벽했던 살인 사건 그 뒤에 숨겨진 충격적인 반전이 드러난다!

## 출연진
- 호세 코로나도
- 벨렌 루에다
- 우고 실바
- 아우라 가리도
- 후안 파블로 슈크
- 오리올 빌라
- 나우시카 보닌

## 기타 제작진
- 배역: 안드레스 쿠엥카, 토누차 비달
- 미술: 발테르 가야르트
- 세트: 누리아 무니
- 의상: 마리아 레예스
- 분장: 카이틀린 아체손
- 헤어: 마라 코야소 에스모리스
- 시각 효과: 루이스 카스테스
- 조감독: 다니엘라 포른